# Prefenato deidrogenasi (NADP+)
La prefenato deidrogenasi (NADP+) è un enzima appartenente alla classe delle ossidoreduttasi, che catalizza la seguente reazione:
prefenato + NADP+ ⇄ 4-idrossifenilpiruvato + CO2 + NADPH